# الحاوي الكبير
الحاوي الكبير في فقه مذهب الإمام الشافعي للإمام أبي الحسن علي بن محمد بن حبيب الماوردي البصري (364 - 450هـ)، هو أحد أمهات كتب الفقه في المذهب الشافعي، ومن أهم كتب الشافعية وأشهرها، وهو شرح لمختصر المزني (المتوفى 264هـ)، ويعد هذا الكتاب موسوعة فقهية شاملة احتوت على أقوال كثير من علماء المذهب وغيرهم، يقول حاجي خليفة في كتابه «كشف الظنون»: «الحاوي الكبير في الفروع، للقاضي أبي الحسن علي بن محمد الماوردي البصري الشافعي، المتوفى سنة خمسين وأربعمائة. وهو كتاب عظيم، في عشر مجلدات، ويقال أنه ثلاثون مجلداً، لم يؤلف في المذهب مثله».

## نبذة عن الكتاب
احتوى كتاب الحاوي على آراء كثيرة من المذاهب المندثرة التي نقلت عن الثوري والنخغي والحسن البصري والأوزاعي وابن أبي ليلى وغيرهم، ولكن العلامة الماوردي بما حباه الله من علم غزير؛ لم يشر في كتابه إلى مصدر واحد نقل عنه من أقوال الفقهاء وآرائهم. كما تعرض لأسماء كثيرة من الرجال بأسمائهم وكناهم وألقابهم، لكنه لم يترجم لواحد منهم، كما لم يخرج حديثا واحدا مما استشهد به في كتابه رغم تسميته الحاوي وقد يكتفي بذكر اسم الُسند دة ن أن يعرض لبقيته، أو يذكر الحديث دون إتمامه.